# Минский международный образовательный центр имени Йоханнеса Рау
СООО «Минский международный образовательный центр имени Йоханнеса Рау» (IBB Minsk) — Белорусско-немецкая организация (50% акций принадлежит IBB gGmbH, остальные 50% находятся в собственности белорусских партнеров: Минского городского исполнительного комитета, ОАО Беларусбанк и ТК «Белорусский спутник»), конференц-зал (до 350 человек) и отель в Минске. Строительство началось в 1991 году, открылся в 1994. Позиционирует себя как место примирения и как «дом в совместном общеевропейском доме». В сотрудничестве с Дортмундским МОЦ проводит образовательные мероприятия. Проекты: «Взаимопонимание и примирение», которое реализуется в рамках проекта «Историческая Мастерская»; «Беларусь и Европа», «Социальная работа», «Средства массовой информации», «Церкви и общество», «Человек и окружающая среда», а также организацию образовательных поездок для немецких групп.
На август 2024 года всё еще функционирует.